# Simona Halep
Simona Halep (Constanţa, 27. rujna 1991.) umirovljena je rumunjska tenisačica. Osvojila je svojih prvih 6 WTA naslova u istoj kalendarskoj godini, 2013. Izvrsnu je godinu zaokružila trijumfom na WTA turniru prvakinja u Sofiji, što joj je donijelo plasman karijere na WTA ljestvici, 11. mjesto.

## Stil igre
Halep je desnoruka igračica osnovne crte. Ima izvrstan servis.

## WTA finala (4:3)
| Legenda                             |
| ----------------------------------- |
| Grand Slam turniri (0:0)            |
| WTA prvenstvo (0:0)                 |
| WTA turnir prvakinja (1:0)          |
| Premier Mandatory & Premier 5 (0:0) |
| Premier (2:1)                       |
| Međunarodni (3:2)                   |

| Finala po podlogama |
| ------------------- |
| Tvrda (3:0)         |
| Trava (1:0)         |
| Zemlja (2:3)        |
| Tepih (0:0)         |

| Ishod   | Br. | Datum               | Turnir                                 | Podloga | Protivnica          | Rezultat         |
| ------- | --- | ------------------- | -------------------------------------- | ------- | ------------------- | ---------------- |
| Poraz   | 1.  | 1. svibnja 2010.    | Fes, Maroko                            | zemlja  | Iveta Benešová      | 4:6, 2:6         |
| Poraz   | 2.  | 24. travnja 2011.   | Fes, Maroko                            | zemlja  | Alberta Brianti     | 4:6, 3:6         |
| Poraz   | 3.  | 27. svibnja 2012.   | Bruxelles, Belgija                     | zemlja  | Agnieszka Radwańska | 5:7, 0:6         |
| Pobjeda | 1.  | 15. lipnja 2013.    | Nürnberg, Njemačka                     | zemlja  | Andrea Petković     | 6:3, 6:3         |
| Pobjeda | 2.  | 22. lipnja 2013.    | 's-Hertogenbosch, Nizozemska           | trava   | Kirsten Flipkens    | 6:4, 6:2         |
| Pobjeda | 3.  | 14. srpnja 2013.    | Budimpešta, Mađarska                   | zemlja  | Yvonne Meusburger   | 6:3, 6:7(7), 6:1 |
| Pobjeda | 4.  | 24. kolovoza 2013.  | New Haven, SAD                         | tvrda   | Petra Kvitová       | 6:2, 6:2         |
| Pobjeda | 5.  | 20. listopada 2013. | Moskva, Rusija                         | tvrda   | Samantha Stosur     | 7:6(1), 6:2      |
| Pobjeda | 6.  | 20. listopada 2013. | WTA turnir prvakinja, Sofija, Bugarska | tvrda   | Samantha Stosur     | 2:6, 6:2, 6:2    |

## Rezultati na Grand Slam turnirima
| Grand Slam      | 2010. | 2011. | 2012. | 2013. | 2014. |
| --------------- | ----- | ----- | ----- | ----- | ----- |
| Australian Open | -     | 3k    | 1k    | 1k    |       |
| Roland Garros   | 1k    | 2k    | 1k    | 1k    |       |
| Wimbledon       | -     | 2k    | 1k    | 2k    |       |
| US Open         | 1k    | 2k    | 2k    | 4k    |       |

## Plasman na WTA ljestvici na kraju sezone
| 2008. | 2009. | 2010. | 2011. | 2012. | 2013. | 2019 |
| ----- | ----- | ----- | ----- | ----- | ----- | ---- |
| 352.  | 210.  | 81.   | 53.   | 47.   | 11.   | 1.   |

## Vanjske poveznice
- Profil na stranici WTA Toura